# 罗浮鳞盖蕨
罗浮鳞盖蕨（学名：Microlepia lofoushanensis），为姬蕨科鳞盖蕨属下的一个植物种。